# محمد بن يحيى الجرجاني
هو أبو عبد الله محمد بن يحيى بن مهدي الجرجاني، أحد أعلام علم الحديث، وكان زاهداً ورعاً عابداً، روى الحديث عن: عبد الله بن اسحاق بن يعقوب البصري، وأحمد الغطريفي، وأبي بكر الرازي (المحدث)، وتفقه عليه حتى نبغ وصار يناظر أستاذهُ وشيخهُ الرازي.
روى عنه وتفقه عليه: أبو الحسين القدوري، صاحب المتن، و أحمد بن محمد الناطفي، وأبو سعد إسماعيل بن علي السمان الرازي، (ذكره في معجم شيوخه)، وأبو نصر الشيرازي في فوائده.

## وفاته
توفي الجرجاني يوم الأربعاء العشرين من شهر رجب عام 398 هـ / 1007م، ودفن في مقبرة الخيزران، إلى جانب قبر أبي حنيفة.